# Liste de villes sur le Columbia

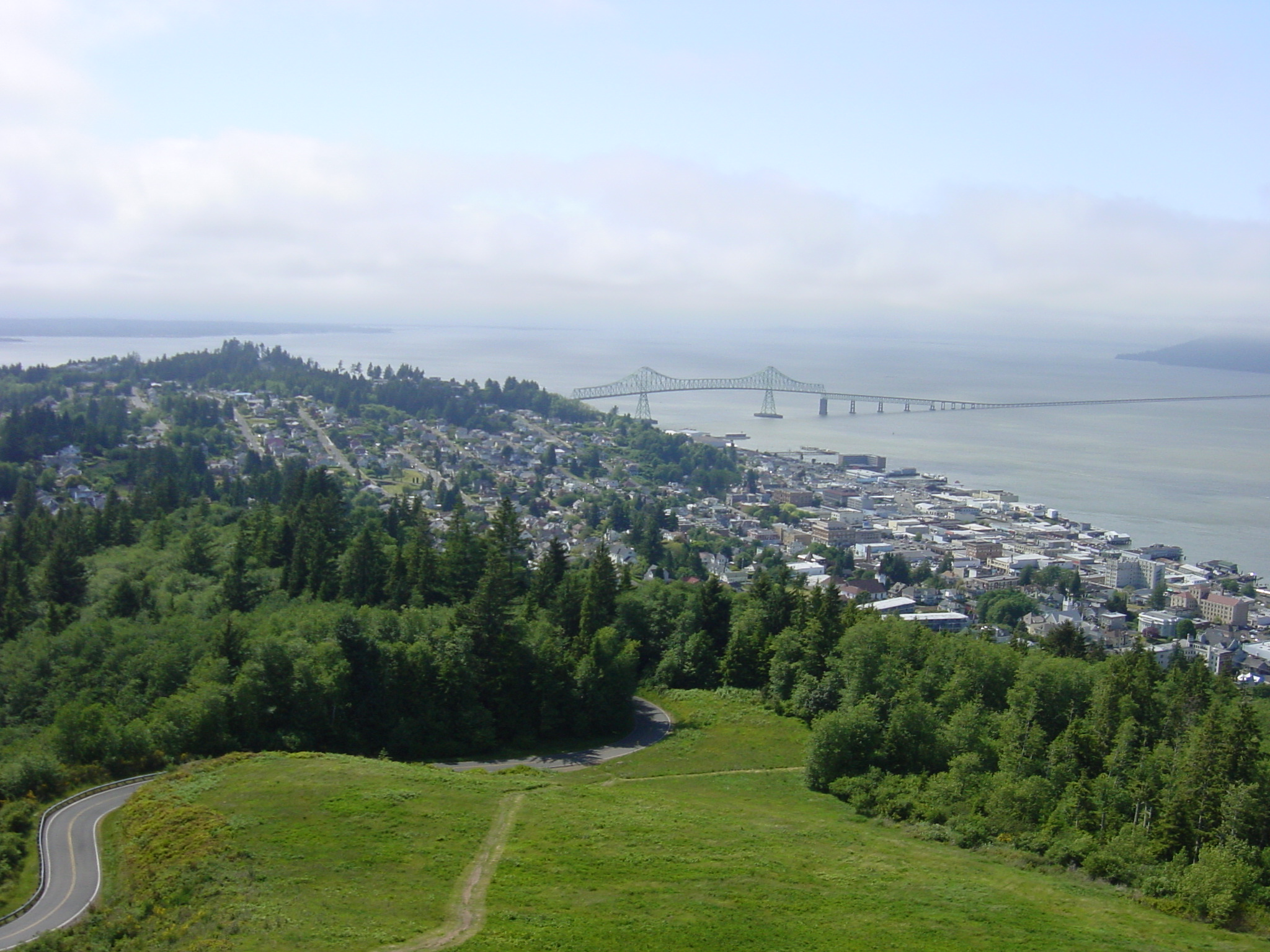
Astoria

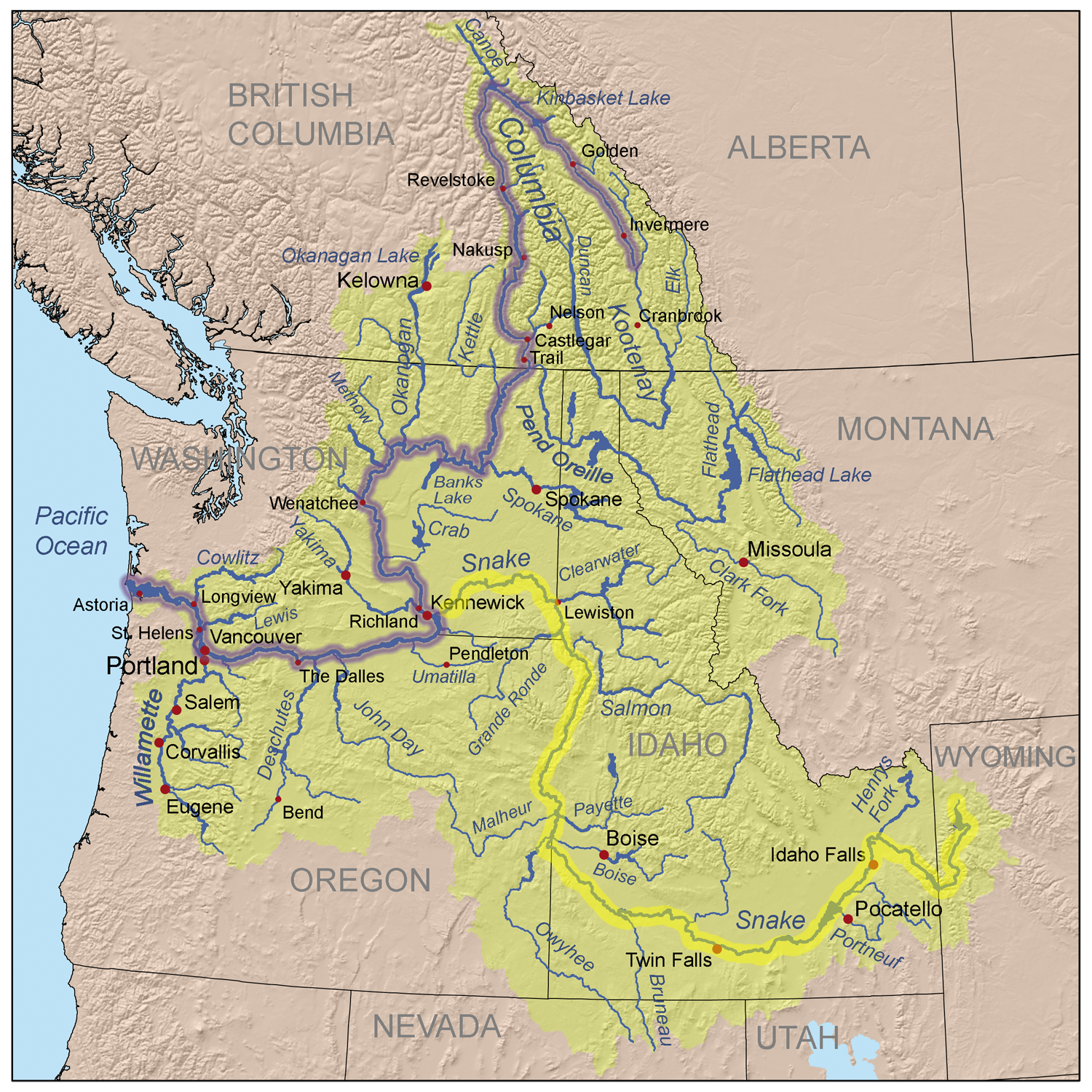
Cours du Columbia
Cours de la Snake, principal affluent du Columbia
Autres affluents du Columbia
Bassin du Columbia
- Frontière d'États américains ou de provinces canadiennes

Liste de villes sur le cours du fleuve Columbia classés de l'amont à l'aval.
- Colombie-Britannique
  - Du lac Columbia (source) à la frontière entre le Canada et les États-Unis

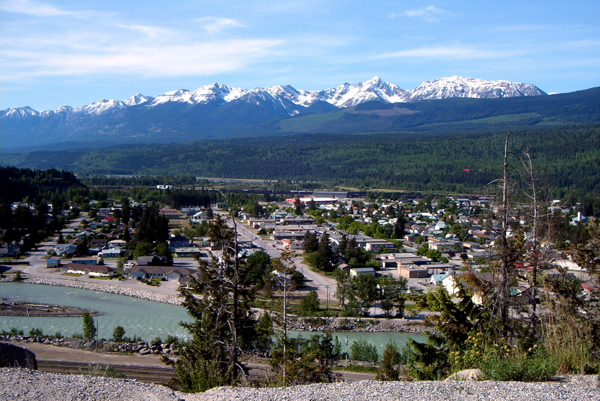
Golden

    - Canal Flats
    - Fairmont Hot Springs
    - Windermere
    - Invermere
    - Radium Hot Springs
    - Spillimacheen
    - Golden Golden
    - Mica Creek
    - Revelstoke Revelstoke
    - Nakusp
    - Castlegar
    - Trail
- État de Washington:

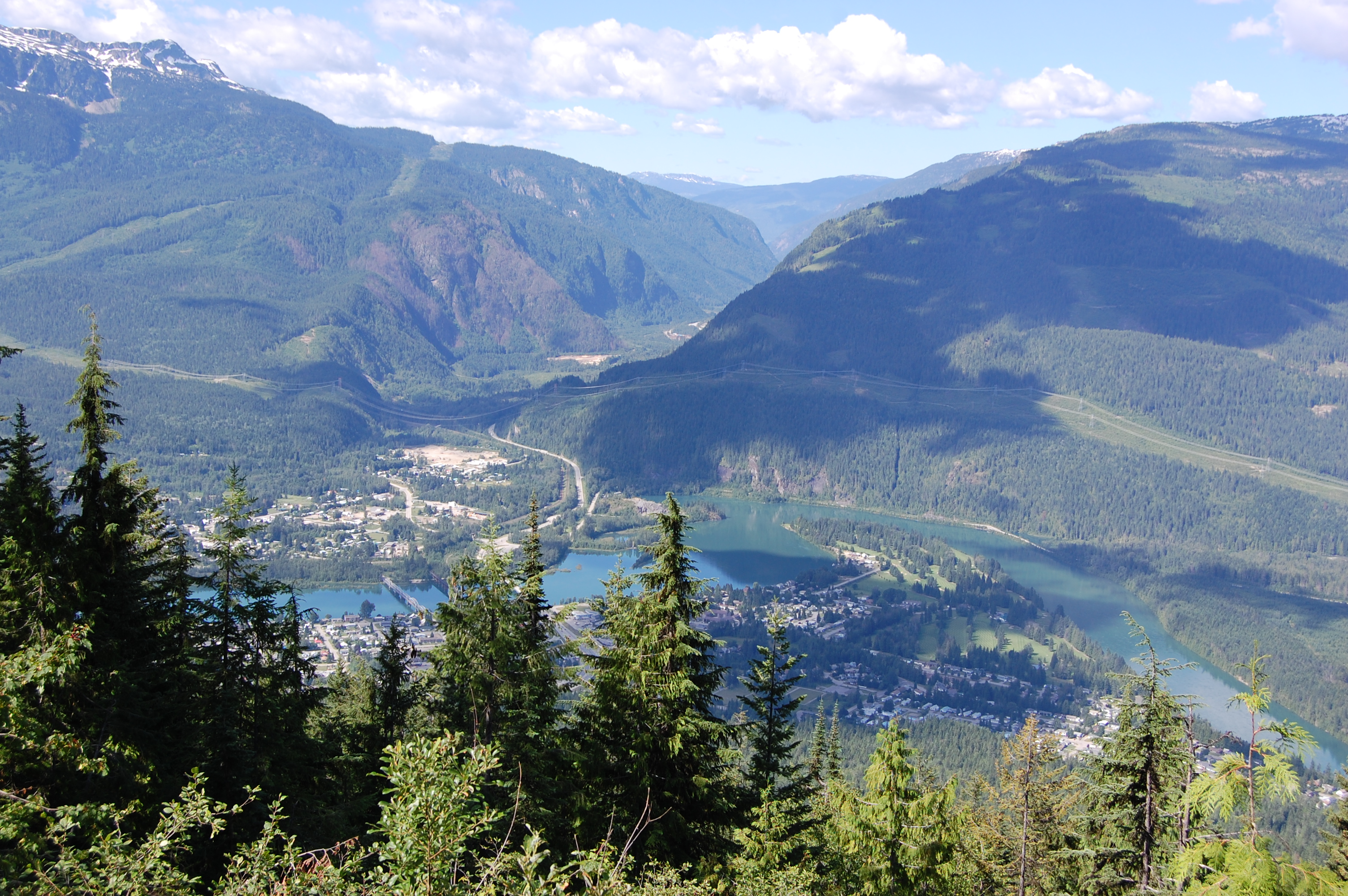
Revelstoke

  - De la frontière au barrage de Grand Coulee:
    - Northport
    - Kettle Falls
    - Inchelium
    - Grand Coulee
    - Coulee Dam

  - Du barrage de Grand Coulee à Wenatchee:
    - Elmer City
    - Bridgeport
    - Brewster
    - Pateros
    - Entiat
    - West Wenatchee

  - Wenatchee
  - East Wenatchee
  - South Wenatchee
  - De South Wenatchee à Wallula:
    - Rock Island
    - Vantage
    - Desert Aire
    - « Tri-Cities » « Tri-Cities »
      - Richland
      - Kennewick
      - Pasco

    - Burbank
    - Wallula

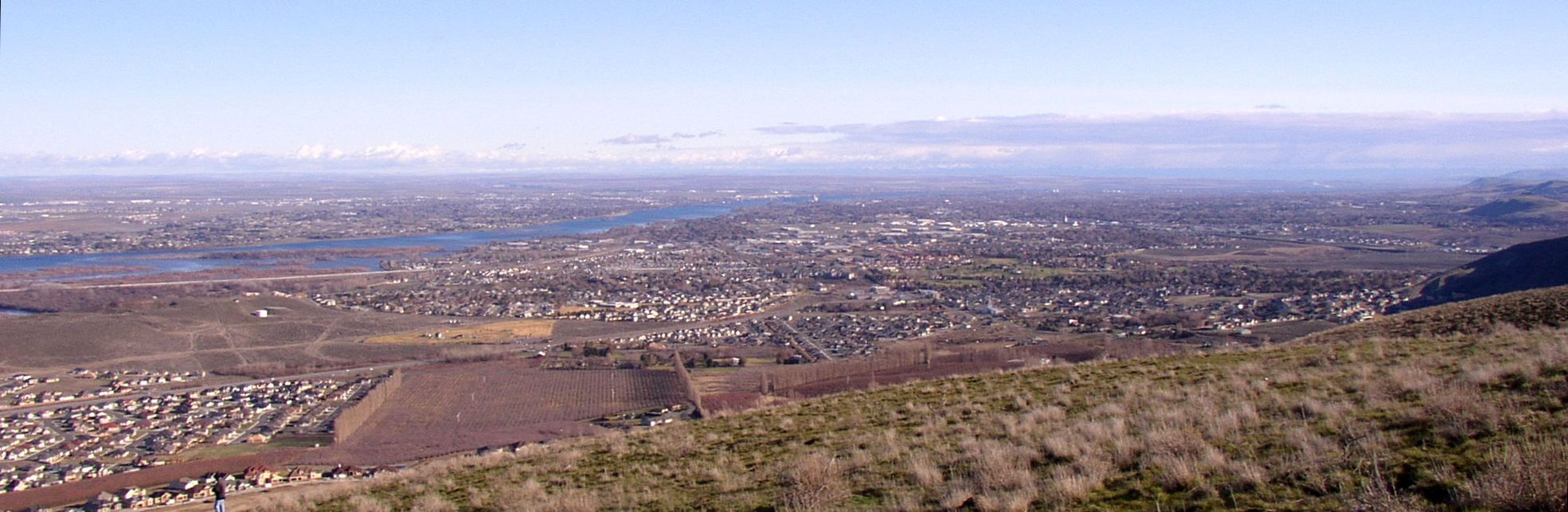
« Tri-Cities »

- Frontière entre les États de Washington et d'Oregon

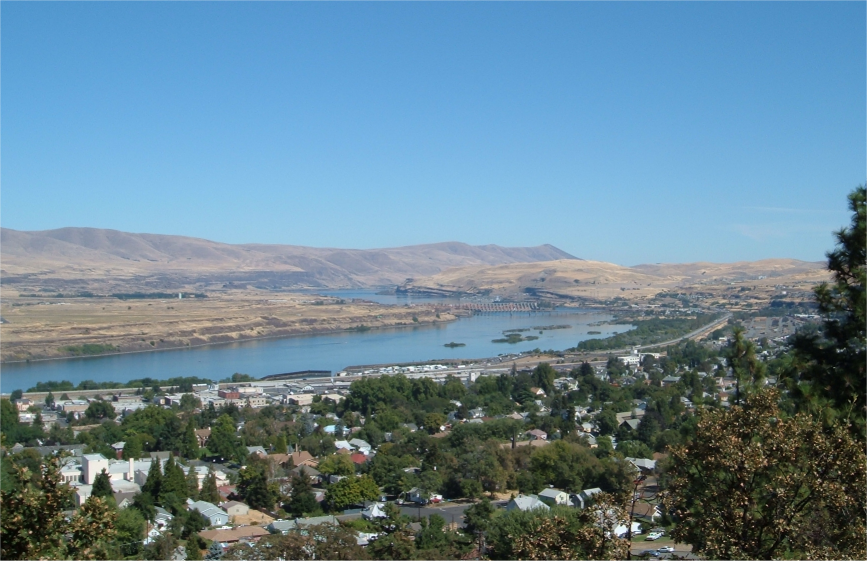
The Dalles

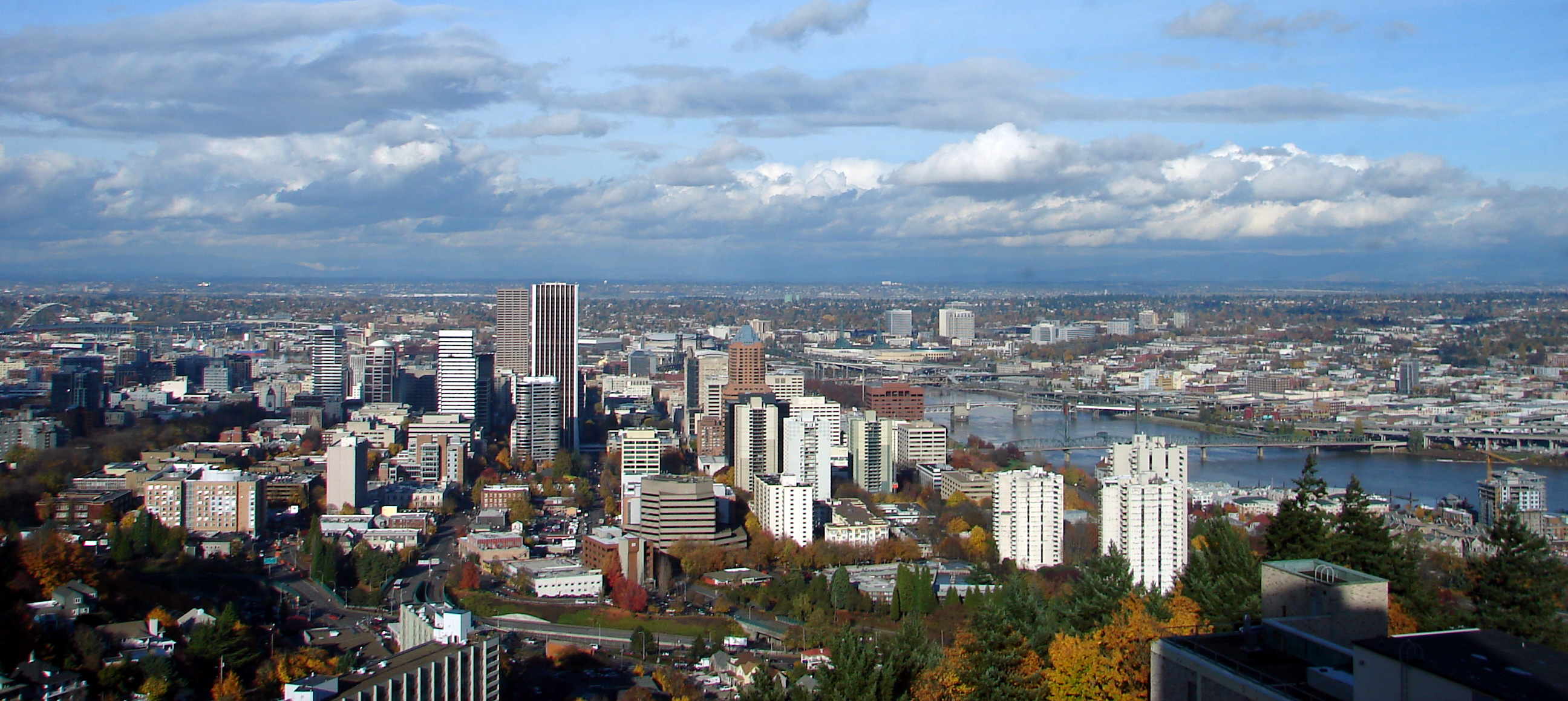
Portland

  - De Umatilla à The Dalles
    - Umatilla, Oregon
    - Irrigon, Oregon
    - Boardman, Oregon
    - Roosevelt, Washington
    - Arlington, Oregon
    - Rufus, Oregon
    - Maryhill, Washington
    - Biggs Junction, Oregon
    - Wishram, Washington
    - Dallesport, Washington
    - The Dalles, Oregon The Dalles

  - De The Dalles à Portland
    - Lyle, Washington
    - Rowena, Oregon
    - Mosier, Oregon
    - Bingen, Washington
    - White Salmon, Washington
    - Hood River, Oregon
    - Carson River Valley, Washington
    - Stevenson, Washington
    - Cascade Locks, Oregon
    - North Bonneville, Washington
    - Washougal, Washington
    - Camas, Washington
    - Vancouver, Washington

  - De Portland à l'embouchure du Columbia
    - Portland, Oregon Portland
    - Saint-Helens, Oregon
    - Columbia City, Oregon
    - Kalama, Washington
    - Goble, Oregon
    - Prescott, Oregon
    - Rainier, Oregon
    - Longview, Washington
    - Cathlamet, Washington
    - Astoria, Oregon Astoria
    - Warrenton, Oregon
    - Chinook, Washington
    - Ilwaco, Washington